# Diecezja Kabinda (Angola)
Diecezja Kabinda (łac. Diœcesis Cabindana) – diecezja rzymskokatolicka w Angoli. Powstała w 1984 roku.

## Główne świątynie
- Katedra: Katedra Matki Bożej Królowej Świata w Kabindzie

## Biskupi diecezjalni
- bp Paulino Fernandes Madeca (1984 – 2005)
- bp Filomeno Vieira Dias (2005 – 2014)
- bp Belmiro Cuica Chissengueti (od 2018)